# Hyakki Yagyô
Hyakki Yagyou (百鬼夜行?), es el primer Mini-Álbum de Kaya, puesto en venta el 11 de julio de 2007.
Hyakki Yagyou contiene cinco pistas, todas de las cuales comparten el tema de la 夜 (noche). El título deriva del famoso libro folklórico japonés, donde muestras las creencias de los demonios qué desfilan en las calles durante los anocheceres de verano. El título literalmente significa "El desfile de cien demonios", y Kaya dibujó el paralelo a mitología para nombres tres canciones después de los demonios Japoneses. 傀儡 (kugutsu), o títeres, es también familiar en historias de fantasmas japoneses.

## Canciones
- 1. "桜花 ～百鬼乱舞編～" (Ouka -Hyakkiranbuhen-) – 5:07
- 2. "鏡鬼" (Kagami Oni) – 4:25
- 3. "般若" (Hannya) – 5:16
- 4. "傀儡" (Kugutsu) – 5:42
- 5. "火車" (Kasha) – 4:14